# Levan Kobiashvili
Levan Kobiashvili (Tiflis, 10 de julio de 1977) es un exfutbolista georgiano que jugaba en la posición de defensa o volante por izquierda y su último equipo fue el Hertha de Berlín de la Bundesliga alemana.
Desde 2015 es presidente de la Federación Georgiana de Fútbol.

## Selección nacional
Ha sido internacional con la selección de fútbol de Georgia en 100 partidos internacionales y ha marcado 12 goles.

## Clubes
| Club               | País     | Año       |
| ------------------ | -------- | --------- |
| Metalurg Rustavi   | Georgia  | 1994-1995 |
| Dinamo Tbilisi     | Georgia  | 1995-1997 |
| Alania Vladikavkaz | Rusia    | 1997      |
| Dinamo Tbilisi     | Georgia  | 1997-1998 |
| SC Freiburg        | Alemania | 1998-2003 |
| Schalke 04         | Alemania | 2003-2009 |
| Hertha de Berlín   | Alemania | 2010-2014 |